# スカイラブ (映画)
『スカイラブ』（Le Skylab）は2011年のフランスの群像コメディ映画。
女優で『パリ、恋人たちの2日間』『ニューヨーク、恋人たちの2日間』などの監督業もこなすジュリー・デルピーが、1970年代を舞台に、おしゃまな小学生の少女の目を通して描くノスタルジックでコミカルなバカンス映画。恋人たちの2日間シリーズ同様シニカルな笑いやエッチで俗っぽいユーモアやギャグをテンポ良くちりばめたデルピーらしい家族群像劇的な要素もあるラブコメディで、自然豊かな田舎の風景もあいまって温かみも醸し出している。デルピーは監督、脚本だけでなく、主人公の少女の母親役として出演もしている。内容はデルピー自身の少女期の体験にもとづいている。
日本では2012年のフランス女性監督特集や2013年フレンチ・フィーメイル・ニューウェーブ特集で上映された。

## ストーリー
主人公のアルベルティーヌは家族旅行の時に子供の時に過ごしたバカンスを思い出す。1979年、アメリカの打ち上げた人工衛星スカイラブが地上に墜落するというニュースが流れる中、祖母の家で過ごすことになったアルベルティーヌは10歳の終わりの夏休みに家族とブルターニュ地方を訪れる。祖母の誕生日に親戚一同が集まり、サッカーの話題や人気歌手が来て盛り上がるなど楽しく過ごす。ある日、海水浴に来た時にアルベルティーヌはちょっと年上の少年マチューと出逢い、やがて淡い恋心を抱くようになって行く。

## キャスト
- アルベルティーヌ: ルー・アルバレス
  - 大人になったアルベルティーヌ: カリン・ヴィアール
- マミー・アマンディーヌ: ベルナデット・ラフォン - アルベルティーヌの父方の祖母。
- ルシエンヌおばあちゃん: エマニュエル・リヴァ - アルベルティーヌの母方の祖母。
- ジャン: エリック・エルモスニーノ（フランス語版） - アルベルティーヌの父。アマンディーヌの息子。
- アンナ: ジュリー・デルピー - アルベルティーヌの母。ジャンの妻。ルシエンヌの娘。
- リネットおばさん: オーレ・アッティカ（フランス語版） - フレドの妻。
- フレドおじさん: ジャン＝ルイ・クロック（フランス語版） - アマンディーヌの息子。
- モニークおばさん: ノエミ・ルボフスキー - アマンディーヌの娘。
- グスターヴォおじさん: カンディッド・サンチェス（フランス語版） - モニークの夫。
- ロジェおじさん: ドゥニ・メノーシェ - アマンディーヌの息子。
- ミシュリーヌおばさん: ヴァレリー・ボネトン（フランス語版） - ロジェの妻。
- ユベールおじさん: アルベール・デルピー - アマンディーヌの弟。
- クリスチャン: ヴァンサン・ラコスト - フレドの息子。
- クレモンティーヌおばさん: ソフィー・カントン - アマンディーヌの娘。
- ルルおじさん: マルク・ルシュマン（フランス語版） - クレモンティーヌの夫。
- シュゼットおばさん: ミシェル・ゴデ（フランス語版） - アマンディーヌの娘。
- ジョセフおじさん: リュック・ベルナール（フランス語版） - シュゼットの夫。
- リオネル・ジョスパン: 本人（アーカイブ映像、クレジットなし）

## スタッフ
- 監督・脚本：ジュリー・デルピー
- 製作：ミカエル・ジェンティル
- 撮影：ルボミール・バックチェフ
- 編集：イザベル・ドゥヴァンク
- 美術：イヴ・フルニエ
- 音楽監修：マチュー・シボニー
- 衣装：ピエール＝イヴ・ゲロー

## 作品の評価
アロシネによれば、フランスの24のメディアによる評価の平均点は5点満点中3.2点である。